# Línea Roja (Metro de Atlanta)
La línea Roja (en inglés: Red Line) es una de las tres líneas de tránsito rápido del Metro de Atlanta. La línea opera entre las estaciones North Springs y Aeropuerto, pasando por Sandy Springs, Dunwoody, Atlanta, East Point y College Park.